# Patinação de velocidade nos Jogos Olímpicos de Inverno de 2018 - Perseguição por equipes masculino
A prova de perseguição por equipes masculino da patinação de velocidade nos Jogos Olímpicos de Inverno de 2018 foi disputada no Gangneung Oval, localizado na subsede de Gangneung, em 18 e 21 de fevereiro.

## Medalhistas
|  | NOR Noruega                                                              |  | KOR Coreia do Sul                         |  | NED Países Baixos                                      |
|  | Håvard Bøkko Simen Spieler Nilsen Sverre Lunde Pedersen Sindre Henriksen |  | Lee Seung-hoon Chung Jae-won Kim Min-seok |  | Patrick Roest Jan Blokhuijsen Sven Kramer Koen Verweij |

## Recordes
Antes desta competição, os recordes mundiais e olímpicos da prova eram os seguintes:
| Tipo | Atleta                                                       | Tempo       | Local          | Data                    |
| ---- | ------------------------------------------------------------ | ----------- | -------------- | ----------------------- |
|      | Coreia do Sul Koen Verweij Jan Blokhuijsen Sven Kramer       | 3:35.60 min | Salt Lake City | 16 de novembro de 2013  |
|      | Países Baixos · Jan Blokhuijsen · Sven Kramer · Koen Verweij | 3:37.71 min | Sóchi          | 22 de fevereiro de 2014 |

Os seguintes recordes mundiais e/ou olímpicos foram estabelecidos durante esta competição:
| Tipo             | Fase        | Atleta                                                  | Tempo       | Local       | Data                    | Ref   |
| ---------------- | ----------- | ------------------------------------------------------- | ----------- | ----------- | ----------------------- | ----- |
| Recorde olímpico | Semifinal 2 | Håvard Bøkko Simen Spieler Nilsen Sverre Lunde Pedersen | 3:37.08 min | PyeongChang | 21 de fevereiro de 2018 | [ 3 ] |

## Resultados

### Quartas de final
A fase de quartas de final foi disputada em 18 de fevereiro às 20:00. As quatro melhores equipes avançam para as semifinais.
| Pos. | Bateria | País               | Atletas                                                     | Tempo   | Notas       |
| ---- | ------- | ------------------ | ----------------------------------------------------------- | ------- | ----------- |
| 1    | 2       | KOR Coreia do Sul  | Chung Jae-won Kim Min-seok Lee Seung-hoon                   | 3:39.29 | Semifinal 1 |
| 2    | 4       | NED Países Baixos  | Jan Blokhuijsen Sven Kramer Koen Verweij                    | 3:40.03 | Semifinal 2 |
| 3    | 1       | NOR Noruega        | Sindre Henriksen Simen Spieler Nilsen Sverre Lunde Pedersen | 3:40.09 | Semifinal 2 |
| 4    | 1       | NZL Nova Zelândia  | Shane Dobbin Reyon Kay Peter Michael                        | 3:41.18 | Semifinal 1 |
| 5    | 3       | JPN Japão          | Seitaro Ichinohe Shota Nakamura Shane Williamson            | 3:41.62 | Final C     |
| 6    | 2       | ITA Itália         | Riccardo Bugari Andrea Giovannini Nicola Tumolero           | 3:41.64 | Final C     |
| 7    | 3       | CAN Canadá         | Jordan Belchos Ted-Jan Bloemen Denny Morrison               | 3:41.73 | Final D     |
| 8    | 4       | USA Estados Unidos | Brian Hansen Emery Lehman Joey Mantia                       | 3:42.98 | Final D     |

### Semifinais
A fase seminal foi disputada em 21 de fevereiro às 20:22. As equipes vencedoras fazem a final A e as equipes perdedoras fazem a final B.
| Pos.        | País              | Atletas                                                 | Tempo   | Diferença | Notas   |
| ----------- | ----------------- | ------------------------------------------------------- | ------- | --------- | ------- |
| Semifinal 1 |                   |                                                         |         |           |         |
| 1           | KOR Coreia do Sul | Chung Jae-won Kim Min-seok Lee Seung-hoon               | 3:38.82 | —         | Final A |
| 2           | NZL Nova Zelândia | Shane Dobbin Reyon Kay Peter Michael                    | 3:39.53 | +0.71     | Final B |
| Semifinal 2 |                   |                                                         |         |           |         |
| 1           | NOR Noruega       | Håvard Bøkko Simen Spieler Nilsen Sverre Lunde Pedersen | 3:37.08 | —         | Final A |
| 2           | NED Países Baixos | Jan Blokhuijsen Sven Kramer Patrick Roest               | 3:38.46 | +1.38     | Final B |

### Finais
As finais foram disputadas em 21 de fevereiro às 21:13.
| Pos.    | País               | Atletas                                                 | Tempo   | Diferença | Notas   |
| ------- | ------------------ | ------------------------------------------------------- | ------- | --------- | ------- |
| Final A |                    |                                                         |         |           |         |
| 01 !    | NOR Noruega        | Håvard Bøkko Simen Spieler Nilsen Sverre Lunde Pedersen | 3:37.32 | —         |         |
| 02 !    | KOR Coreia do Sul  | Chung Jae-won Kim Min-seok Lee Seung-hoon               | 3:38.52 | +1.20     |         |
| Final B |                    |                                                         |         |           |         |
| 03 !    | NED Países Baixos  | Jan Blokhuijsen Sven Kramer Patrick Roest               | 3:38.40 | —         |         |
| 4       | NZL Nova Zelândia  | Shane Dobbin Reyon Kay Peter Michael                    | 3:43.54 | +5.14     |         |
| Final C |                    |                                                         |         |           |         |
| 5       | JPN Japão          | Seitaro Ichinohe Ryosuke Tsuchiya Shane Williamson      | 3:41.62 | —         |         |
| 6       | ITA Itália         | Riccardo Bugari Andrea Giovannini Nicola Tumolero       | DSQ     |           | R 256.3 |
| Final D |                    |                                                         |         |           |         |
| 7       | CAN Canadá         | Ted-Jan Bloemen Ben Donnelly Denny Morrison             | 3:42.16 | —         |         |
| 8       | USA Estados Unidos | Jonathan Garcia Brian Hansen Emery Lehman               | 3:50.77 | +8.61     |         |

Legenda
| Recorde mundial      | Recorde mundial (World record)               |                       | Recorde africano                      | Recorde africano (African) |                                           | Q | Classificado por posição (Qualified) |
| Recorde olímpico     | Recorde olímpico (Olympic record)            | Recorde da América    | Recorde da América (Americas)         | q                          | Classificado por melhor tempo (Qualified) |   |                                      |
| Melhor marca do ano  | Melhor marca do ano (World leading)          | Recorde asiático      | Recorde asiático (Asian)              | DNS                        | Não largou (Did not start)                |   |                                      |
| Recorde nacional     | Recorde nacional (National record)           | Recorde europeu       | Recorde europeu (European)            | DNF                        | Não terminou (Did not finish)             |   |                                      |
| Recorde pessoal      | Recorde pessoal do atleta (Personal best)    | Recorde da Oceania    | Recorde da Oceania (Oceania)          | DSQ / DQ                   | Desclassificado (Disqualified)            |   |                                      |
| Recorde da temporada | Recorde da temporada do atleta (Season best) | Recorde sul-americano | Recorde sul-americano (South America) | NM                         | Sem marca (No mark)                       |   |                                      |

### Patinação de velocidade
| Recorde de pista | Recorde da pista (Track record)               |  |  |
| QA               | Classificado para a final A                   |  |  |
| QB               | Classificado para a final B                   |  |  |
| ADV              | Classificado após decisão arbitral (Advanced) |  |  |
| PEN              | Pênalti                                       |  |  |
| YC               | Cartão amarelo (Yellow Card)                  |  |  |